# 弗朗索瓦·昂里奥
弗朗索瓦·昂里奥（法語：François Hanriot，1759年12月2日—1794年7月28日），法国大革命期间法国无套裤汉领袖、街头演说家和国民警卫队指挥官。他在1793年5月31日和6月2日起義以及随后吉伦特派的垮台中发挥了至关重要的作用。1794年7月27日，他试图释放被国民公会逮捕的马克西米连·罗伯斯庇尔。第二天，他与罗伯斯庇尔、圣茹斯特和库东一起被根据牧月22日法令仅在审判时核实了他的身份后处决。